# Comuna Pidmîhailivți, Rohatîn
Pidmîhailivți (în ucraineană Підмихайлівці) este o comună în raionul Rohatîn, regiunea Ivano-Frankivsk, Ucraina, formată din satele Juriv și Pidmîhailivți (reședința).

## Demografie
Componența lingvistică a comunei Pidmîhailivți
     Ucraineană (99,77%)
     Alte limbi (0,24%)
Conform recensământului din 2001, majoritatea populației comunei Pidmîhailivți era vorbitoare de ucraineană (99,77%), existând în minoritate și vorbitori de alte limbi.